# Strzyża

Lage des Stadtbezirks Strzyża in Danzig

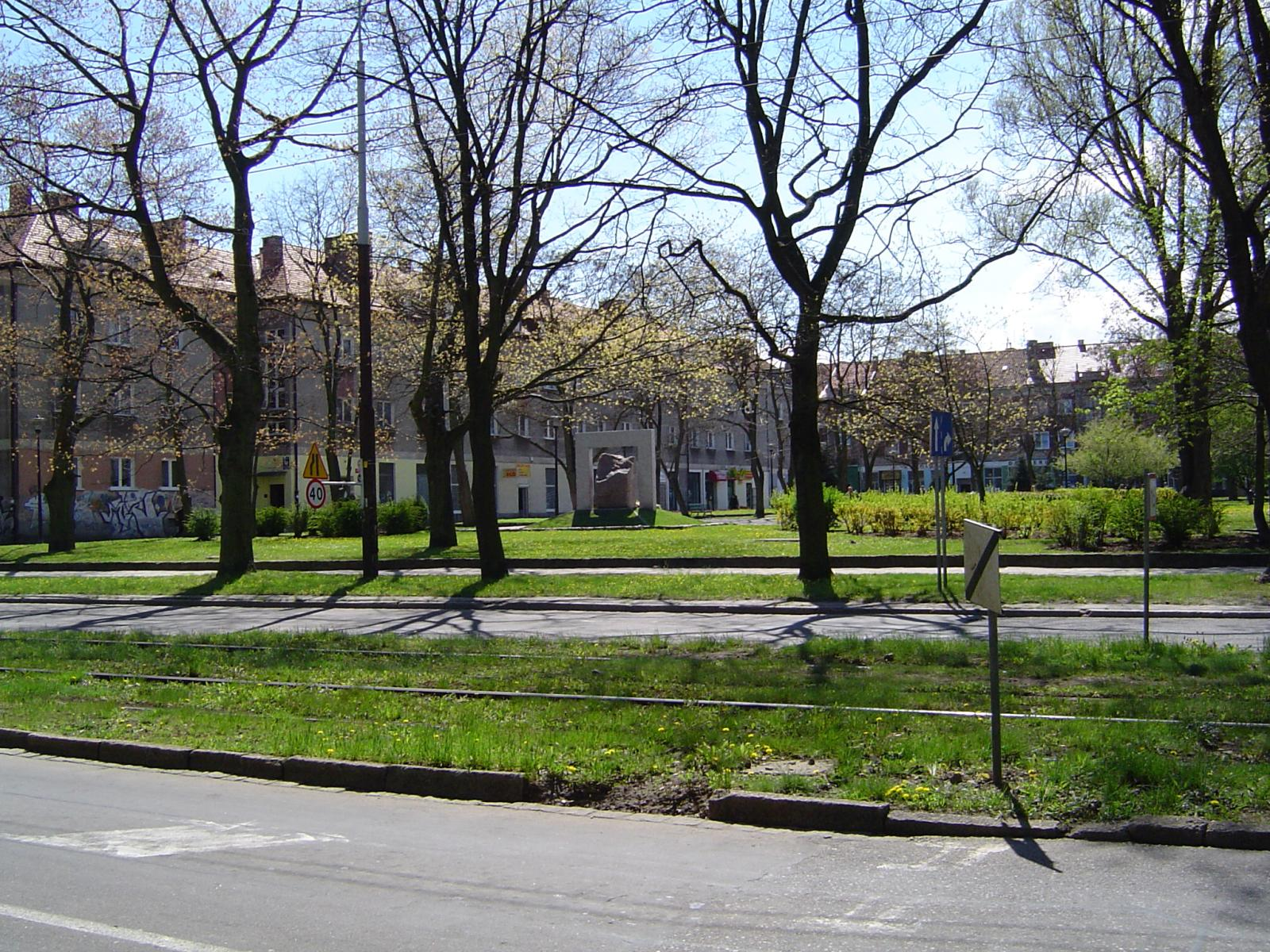
Strzyża, S.-Maczek-Platz

Strzyża (kaschubisch Strzëżô; deutsch Hochstrieß oder Strieß) ist ein Stadtbezirk von Gdańsk (Danzig) in Polen, dieser umfasst eine Fläche von 1,1 km² und zählt 5759 Einwohner mit einer Bevölkerungsdichte von 5300 Einwohnern/km². Der Wohnplatz kam 1902 administrativ zur Stadt Danzig.

## Geographie
Der Bezirk liegt im Westen der Stadt und grenzt an die Bezirke Zaspa-Młyniec, Wrzeszcz Górny, VII Dwór und Oliwa. Legstrieß – Niederstrieß bedeutend – gehört seit 1814 zu Langfuhr (Wrzeszcz).

## Verkehr
Strzyża liegt an der wichtigsten Verkehrsachse zwischen der Innenstadt und den westlichen Bezirken, sowie der Stadt Sopot, das gilt sowohl für den Straßenverkehr als auch den Straßenbahn- und Busverbindungen. Im Bezirk liegt das größte Straßenbahndepot von Danzig. Seit 2016 kann man an Wendeschleife in die S-Bahn (PKM) zum Flughafen Danzig oder nach Wrzeszcz umsteigen. Dort besteht Zugang zu allen Fernzügen.

## Söhne und Töchter des Ortes
- Walther Bruns (1889–1955), deutscher Offizier und Luftschiffer